# Dan Smith
Daniel "Dan" Campbell Smith (Londen, 14 juli 1986) is een Brits singer-songwriter, pianist en producer, vooral bekend als oprichter en leadzanger van de band Bastille. Smith verwierf wereldwijde bekendheid met het nummer Pompeii. Al de albums van zijn band scoorden hoog in de hitlijsten.
Als lid van Bastille verwierf hij onder andere een Grammy-nominatie en zes Brit Awards-nominaties, waarvan er één werd gewonnen.

## Levensloop

### Begin carrière
Smith studeerde aan de Universiteit van Leeds, waar hij afstudeerde in de richting English Language and Literature. Smith was recensent van muziek en film voor het universiteitsmagazine. Oorspronkelijk wilde hij in de filmwereld gaan, als regisseur of journalist, in plaats van de muziekwereld. Desalniettemin begon hij al op zijn vijftien met het maken van muziek op zijn kamer. Hij vertelde dit echter aan niemand, totdat hij in 2007 werd ingeschreven in een lokale muziekwedstrijd in Leeds (Bright Young Things). Hij won deze met zijn oudste bekende nummer, Ignoring Messages, en moest dus zijn eerste liveconcert ooit geven. Sindsdien plaatste hij regelmatig nieuwe nummers op Myspace, maar zijn eerste single, Alchemy, kwam pas uit in 2009. Dit nummer werd gespeeld op BBC Radio 1, maar raakte niet in de hitlijsten.
Naast zijn soloactiviteiten maakte Smith ook een aantal nummers samen met Ralph Pelleymounter, de latere zanger van To Kill a King. Ook nadat Smith Bastille had opgericht werkten ze nog regelmatig samen, onder andere onder de naam Annie Oakley Hanging. Vanaf juli 2008 was er ook niet meer echt sprake van een solocarrière, aangezien bassist Sam Edgington en drummer Chris 'Woody' Wood mee op het podium kropen. Die laatste is vandaag nog steeds de drummer van Bastille. Vanaf dan werd er gesproken van The Dan Smith Band.
Nadat Smith was afgestudeerd keerde hij terug naar Londen, waar hij was opgegroeid. De bassist, Edgington, werd eind 2009 vervangen door huidig bassist William Farquarson. In de loop van 2010 sloot Kyle Simmons zich aan, waarmee het kwartet vervolledigd werd. In augustus van dat jaar werd er officieel voor de naam Bastille gekozen, verwijzend naar de verjaardag van Smith op 14 juli, dezelfde dag als de bestorming van de Bastille. Voor Smith was muziek lange tijd een hobby, naast zijn studies en zijn werk (onder meer als loopjongen bij een entertainmentbedrijf). Desalniettemin besliste hij geen master in de journalistiek te halen, en muziek voorop te zetten.

#### Gebrek aan zelfvertrouwen en plankenkoorts
Smith heeft al vaker aangegeven dat hij plankenkoorts heeft, en bovendien een gebrek aan zelfvertrouwen. In januari 2022 gaf hij hierover een openhartig interview aan The Guardian, dat de voorpagina haalde. Hij werd beschreven als een echte 'millennial frontman', door zijn bescheidenheid en zelfbewustzijn. Hij is geen rockster, en kan ook niet doen alsof. Toen hij na zijn overwinning in de BYT-wedstrijd optredens gaf, dronk hij zichzelf moed in om zijn plankenkoorts te overwinnen.
Het optreden is voor Smith een opoffering die hij moet maken, zodat hij zijn passie voor schrijven, zingen en samenwerken kan uiten.

### Wereldwijd succes met Bastille
In 2013 bracht de band hun album Bad Blood uit, met daarop wereldhit Pompeii. Ook nummers als Things We Lost in the Fire en Laura Palmer wisten grote successen te behalen. In 2016 volgde het album Wild World, met opnieuw grote hits als Good Grief en Send Them Off!. Ook het derde album uit 2019, Doom Days, werd populair met nummers als Joy en Quarter Past Midnight. Hun meest beluisterde nummer is echter Happier, een samenwerking met Marshmello.

### Later werk naast Bastille
Niet alles wat Smith deed na 2010 was onder de naam van Bastille. Zo zong hij in 2015 op het nummer La Lune van Madeon. Dat jaar werkte hij ook samen met Foxes voor haar nummer Better Love, door mee te schrijven en de achtergrondzang te verzorgen. In 2017 was hij te zien in de muziekvideo van Charli XCX haar single Boys. Gedurende de coronapandemie startte hij samen met (scenario)schrijfster Charlotte Bogard MacLeod een online film- en boekclub op, waarin ze praatten met acteurs, regisseurs, muzikanten... In navolging hiervan werd Smith een van de hosts van Turn Up for the Books, een podcast van BBC, naast Irenosen Okojie en Simon Savidge. Daarnaast vond tijdens de pandemie ook zijn regisseursdebuut plaats, voor de videoclip van Bastilles single No Bad Days. In zijn interview met The Guardian gaf hij aan dat hij met een musical bezig is.
Hij is vooral bekend als schrijver van nummers, voor artiesten als Yungblud, Lizzo en Haim.

### Privéleven
Smith weet zijn leven naast zijn carrière zeer goed af te schermen. Het enige wat geweten is, is dat hij in een Londens appartement woont met vrienden van de universiteit. In zijn vrije tijd loopt hij marathons en is hij vrijwilliger bij een voedselbank en een vaccinatiecentrum. Zijn ouders zijn advocaten, afkomstig uit Zuid-Afrika. Hij heeft één zus.
- Gemeinsame Normdatei: 111525443X
- MusicBrainz: 3221b871-46ff-4ad1-b0a4-251260f20d48
- Virtual International Authority File: 5446147605365657760003
- WorldCat: E39PBJpJbHc8qJYC39cRjQHjYP